# Ручковский, Сергей Никифорович
Сергей Никифорович Ручковский (19 января 1888, Тараща, Полтавская обл. — 5 апреля 1967, Киев) — советский учёный-эпидемиолог, микробиолог, доктор биологических наук, профессор, член-корреспондент Академии медицинских наук СССР (с 1946 года).

## Биография
Родился 7 (19 января) 1888 года в городе Тараще Киевской губернии в семье надзирателя Таращанской больницы. В 1914 году с отличием окончил медицинский факультет Университета Святого Владимира, учился на одном курсе с писателем М. А. Булгаковым.
В 1918—1920 гг. работал в Киевском Губернском Земстве эпидемиологом, возглавлял Киевскую санитарно-бактериологическую лабораторию. В 1926 г. он был избран на должность старшего ассистента эпидемиологического отдела Харьковского бактериологического института и одновременно работал ассистентом кафедры эпидемиологии Харьковского медицинского института.
В 1929 г. Сергей Никифорович был избран на должность заведующего эпидемиологическим отделом Киевского бактериологического института. С 1931 г. он работал доцентом, а с 1935 г. — профессором кафедры эпидемиологии Киевского института усовершенствования врачей, где в дальнейшем он возглавил эту кафедру. В 1939 г. в то же время Сергей Никифорович был избран на должность заведующего кафедрой эпидемиологии Киевского медицинского института, где плодотворно работал до 1948 года. Продолжал заведовать кафедрой эпидемиологии Киевского института усовершенствования врачей до 1958 года, когда перешел на работу заведующим вирусологического отдела Украинского института эпидемиологии и микробиологии, где работал вплоть до самой смерти.
Умер 5 апреля 1967 года. Похоронен в Киеве на Городском кладбище «Берковцы» (участок № 24). Приказом Управления охраны памятников истории, культуры и исторической среды № 53 от 4 ноября 1998 года могила является объектом культурного наследия Подольского района в городе Киеве.

## Научная деятельность
Автор более 100 научных трудов, в том числе четырех монографий. Труды Ручковского посвящены тифам, бактериальной дизентерии, ботулизму, пищевым токсикоинфекциям, вызванным сальмонеллами паратифозной группы, эпидемиологии волынской лихорадки и пароксизмального риккетсиоза, вопросам диагностики ряда инфекционных заболеваний.
Вопросы эпидемиологии пароксизмального риккетсиоза были впервые описаны в медицинской литературе именно Ручковским. Он заподозрил, что известная к тому волынская лихорадка имеет природную очаговость, которой он в дальнейшем дал новое название — пароксизмальный риккетсиоз. В 1945 г. С. Н. Ручковкий впервые показал, что иммунологически возбудитель пароксизмального риккетсиоза отличается от других риккетсий. Природные очаги этой болезни были на то время обнаружены в некоторых лесных районах на западе Украины.
Основные научные труды:
- Эпидемиологические наблюдения по сыпному тифу // Гигиена и эпидемиология. — 1930. — № 2;
- Кишечные инфекции. Брюшной тиф, паратифы, дизентерия: Эпидемиология, клиника, профилактика. — К., 1936 (соавт.);
- Материалы по эпидемиологии так называемой волинской лихорадки // Вестник АМН СССР. — 1948. — № 2.